# Edict rakende de vernietiging van verscheidene onnodige kloosters in de Nederlanden
Het Edict rakende de vernietiging van verscheidene onnodige kloosters in de Nederlanden was een edict waarmee keizer Jozef II op 17 maart 1783 de opheffing van de contemplatieve kloosters in de Oostenrijkse Nederlanden organiseerde. Hoewel de akte zelf geen kloosters of orden aanwees, voorzag ze in de aanstelling van commissarissen, die in de volgende jaren 163 kloosters en twee abdijen sloten (125 vrouwen- en 40 mannenkloosters). De maatregel was utilitaristisch gemotiveerd: hij viseerde alleen "onnuttige" gemeenschappen die zich niet inlieten met onderwijs, studie, ziekenzorg of zielenzorg. De onteigende goederen werden onder het beheer geplaatst van een Comité voor de Religiekas, bedoeld om de pensioenen van de kloosterlingen te betalen, om nieuwe parochies op te richten en om liefdadige activiteiten te ondersteunen. Tegen 1787 was de operatie grotendeels afgerond en werd het Comité opgeheven.

## Wetteksten
- Édit de l'Empereur, concernant la Suppression de plusieurs Couvens inutiles dans les Païs-Bas
- Edict van den keyzer raekende de vernietinge van verscheyde onnoodige kloosters in de Nederlanden